# Heminocloa mirabilis
Heminocloa mirabilis là một loài bướm đêm trong họ Noctuidae.